# 劉忠生
劉忠生（1973年10月25日—），中國國家射擊隊成員，籍貫山東萊蕪。

## 生涯
劉忠生在1990年至1998年這數年間於山東省技術體育學校學習射擊，教練是劉明軍。1999年，劉轉至廣東的黃川訓練基地，教練為施龍水。2005年11月，他入選國家隊，成為盛浩明教練的運動員。
同年，他於十運會中以779.2環為廣東隊取得男子個人25米手槍小項的銅牌。入選國家隊後的一年，劉忠生先後在德國慕尼克站與意大利米蘭站世界盃的男子個人25手槍小項得一面銅牌。回國後，他於第二站的射擊系統賽中以788.3環刷新了男子個人25米手槍小項的世界紀錄，並贏得該賽事的冠軍。而在第四站中，他因0.8環之差被新晉臨手丁峰擊敗，獲得第二。
隨後的克羅地亞世界杯中，他與張鵬輝參與男子個人25米手槍小項，並取得了一面銀牌。同時，他與劉國輝及張鵬輝以1143環奪得了男子團體25米手槍的金牌，創出了新的世界紀錄。同一年的12月，劉在多哈亞運中，同日先後奪得了男子團體25米手槍小項和男子個人25米手槍小項的金牌，是中國射擊隊於當屆亞運中的第23面和24面金牌。翌年4月美國站世界杯中，劉由於失手而無法晉身男子個人25米手槍小項的決賽。

## 資料來源
1. ↑  全國射擊系列賽第二站暨團體錦標賽手槍賽結束[永久]
2. ↑  .   [2007-04-14]. （原始内容存档于2016-03-04）.